# Lijst van voetbalinterlands Letland - Zwitserland
Deze lijst van voetbalinterlands is een overzicht van alle officiële voetbalwedstrijden tussen de nationale teams van Letland en Zwitserland. De landen speelden tot op heden vijf keer tegen elkaar. De eerste ontmoeting,  een vriendschappelijke wedstrijd, werd gespeeld in Luzern op 2 april 1997. Het laatste duel, een kwalificatiewedstrijd voor het Wereldkampioenschap voetbal 2018, vond plaats op 3 september 2017 in Riga.

## Wedstrijden
| № | Plaats       | Datum            | Competitie           | Wedstrijd             | Uitslag |
| - | ------------ | ---------------- | -------------------- | --------------------- | ------- |
| 1 | Luzern       | 2 april 1997     | Vriendschappelijk    | Zwitserland – Letland | 1 – 0   |
| 2 | Sankt Gallen | 11 oktober 2008  | WK 2010 kwalificatie | Zwitserland – Letland | 2 – 1   |
| 3 | Riga         | 9 september 2009 | WK 2010 kwalificatie | Letland – Zwitserland | 2 – 2   |
| 4 | Lancy        | 25 maart 2017    | WK 2018 kwalificatie | Zwitserland – Letland | 1 – 0   |
| 5 | Riga         | 3 september 2017 | WK 2018 kwalificatie | Letland − Zwitserland | 0 − 3   |

## Samenvatting
| Competitie        | Totaal gespeeld | Winst Letland | Gelijk | Winst Zwitserland | Doelsaldo Letland – Zwitserland |
| ----------------- | --------------- | ------------- | ------ | ----------------- | ------------------------------- |
| WK-kwalificatie   | 4               | 0             | 1      | 3                 | 3 − 8                           |
| Vriendschappelijk | 1               | 0             | 0      | 1                 | 0 − 1                           |
| Totaal            | 5               | 0             | 1      | 4                 | 3 − 9                           |

## Details

### Eerste ontmoeting
| Vriendschappelijk (Luzern, Zwitserland, 2 april 1997): |              | |
| Zwitserland | 1 – 0        | Letland |
| Adrian Kunz 90+3' | goals        | |
| Rolf Fringer | bondscoach   | Jānis Gilis |
| Stephan Lehmann Christophe Ohrel Marco Walker Ciri Sforza Régis Rothenbühler 74' Murat Yakin 46' Raphael Wicky 85' Mario Cantaluppi David Sesa 78' Marco Grassi 63' Stéphane Chapuisat | opstellingen | Oļegs Karavajevs Igors Stepanovs Igors Troickis Mihails Zemļinskis Oļegs Blagonadeždins 82' Vladimirs Babičevs Andrejs Štolcers Imants Bleidelis Vitālijs Astafjevs 89' Vīts Rimkus 64' Marians Pahars |
| Massimo Lombardo 46' Frédéric Chassot 63' Johann Vogel 74' Adrian Kunz 78' Stefan Wolf 85'                                                                                             | wissels      | 64' Artūrs Zakreševskis 82' Armands Zeiberliņš 89' Ainārs Linards |
| | gele kaarten | 21' Igors Troickis 82' Mihails Zemļinskis |
| - Laatste interland in het Stadion Allmend. |              | |

### Tweede ontmoeting
| WK 2010 kwalificatie (Sankt Gallen, Zwitserland, 11 oktober 2008): |              | |
| Zwitserland | 2 – 1        | Letland |
| Alexander Frei 63' Blaise Nkufo 73' | goals        | 71' Deniss Ivanovs |
| Ottmar Hitzfeld | bondscoach   | Aleksandrs Starkovs |
| Diego Benaglio Stephan Lichtsteiner Johan Djourou 46' Stéphane Grichting Christoph Spycher Benjamin Huggel Gökhan Inler Valon Behrami Tranquillo Barnetta 84' Alexander Frei 78' Blaise Nkufo | opstellingen | Andris Vaņins Igors Savčenkovs Deniss Ivanovs Kaspars Gorkšs Deniss Kačanovs 81' Genādijs Soloņicins Vitālijs Astafjevs Juris Laizāns 60' Aleksandrs Cauņa 70' Andrejs Perepļotkins Ģirts Karlsons |
| Mario Eggimann 46' Hakan Yakin 78' Gelson Fernandes 84' | wissels      | 60' Andrejs Rubins 70' Vladimirs Koļesņičenko 81' Aleksejs Višņakovs |
| Stéphane Grichting 60' | gele kaarten | 77' Vitālijs Astafjevs |
| | rode kaarten | 51', 69' Juris Laizāns |

### Derde ontmoeting
| WK 2010 kwalificatie (Riga, Letland, 9 september 2009): |              | |
| Letland | 2 – 2        | Zwitserland |
| Aleksandrs Cauņa 62' Vitālijs Astafjevs 75' | goals        | 43' Alexander Frei 80' Eren Derdiyok |
| Aleksandrs Starkovs | bondscoach   | Ottmar Hitzfeld |
| Andris Vaņins Oskars Kļava Deniss Ivanovs Kaspars Gorkšs Deniss Kačanovs Aleksandrs Cauņa 89' Vitālijs Astafjevs Vladimirs Koļesņičenko 86' Andrejs Rubins Ģirts Karlsons 85' Māris Verpakovskis | opstellingen | Diego Benaglio Stephan Lichtsteiner Steve von Bergen Stéphane Grichting Christoph Spycher 76' Marco Padalino Benjamin Huggel 79' Gelson Fernandes 76' Tranquillo Barnetta Alexander Frei Blaise Nkufo |
| Kristaps Grebis 85' Maksims Rafaļskis 86' Dzintars Zirnis 89' | wissels      | 76' Hakan Yakin 76' Johan Vonlanthen 79' Eren Derdiyok |
| Deniss Ivanovs 16' Vladimirs Koļesņičenko 72' Vitālijs Astafjevs 73' | gele kaarten | 23' Stéphane Grichting |

### Vierde ontmoeting
| WK 2018 kwalificatie (Lancy, Zwitserland, 25 maart 2017): |              | |
| Zwitserland | 1 – 0        | Letland |
| Josip Drmić 66' | goals        | |
| Vladimir Petković | bondscoach   | Marian Pahars |
| Yann Sommer Stephan Lichtsteiner François Moubandje Johan Djourou Fabian Schär Granit Xhaka Blerim Džemaili Gelson Fernandes 64' Xherdan Shaqiri 78' Haris Seferovic 84' Admir Mehmedi | opstellingen | Andris Vaņins Gints Freimanis Aleksandrs Solovjovs Kaspars Gorkšs Oļegs Laizāns 56' Aleksejs Višņakovs Glebs Kļuškins Vitālijs Jagodinskis 78' Artis Lazdiņš 69' Dāvis Ikaunieks Valerijs Šabala |
| Josip Drmić 64' Steven Zuber 78' Remo Freuler 84' | wissels      | 56' Vladislavs Gabovs 69' Deniss Rakels 78' Vladislavs Gutkovskis |
| Gelson Fernandes 48' Fabian Schär 51' | gele kaarten | 28' Artis Lazdiņš 53' Gints Freimanis |
| - Debuut van Steven Zuber (TSG 1899 Hoffenheim) en Remo Freuler (Atalanta Bergamo) voor Zwitserland. - Debuut van Aleksandrs Solovjovs (RFS Riga) voor Letland.                        |              | |

LFF · A-internationals · Bondscoaches · Statistieken · Lets vrouwenelftal · Olympisch elftal · Letland U21 · Letland U20 · Letland U19 · Letland U18 · Letland U17 · Letland U16
1922 – 1929 ·
1930 – 1940 ·
1950 – 1989 · 
1990 – 1999 ·
2000 – 2009 ·
2010 – 2019 ·
2020 – 2029
EK 1996 · 
EK 2000 · 
EK 2004 · 
EK 2008 · 
EK 2012
WK 1994 · 
WK 1998 · 
WK 2002 · 
WK 2006 · 
WK 2010 · 
WK 2014
OS 1924
1922 · 
1923 · 
1924 · 
1925 · 
1926 · 
1927 · 
1928 · 
1929 · 
1930 · 
1931 · 
1932 · 
1933 · 
1934 · 
1935 · 
1936 · 
1937 · 
1938 · 
1939 · 
1940 · 
1941 · 
1942 · 
1943 · 1944 · 
1945 · 
1946 · 
1947 · 
1948 · 
1949 · 
1950 – 1990 · 
1991 · 
1992 · 
1993 · 
1994 · 
1995 · 
1996 · 
1997 · 
1998 · 
1999 · 
2000 · 
2001 · 
2002 · 
2003 · 
2004 · 
2005 · 
2006 · 
2007 · 
2008 · 
2009 · 
2010 · 
2011 · 
2012 · 
2013 · 
2014 · 
2015 · 
2016 · 
2017 ·
2018 ·
2019 ·
2020 ·
2021 ·
2022
Albanië ·
Andorra ·
Angola ·
Armenië ·
Azerbeidzjan ·
Bahrein ·
België ·
Bolivia ·
Bosnië en Herzegovina ·
Brazilië ·
Bulgarije ·
China ·
Cyprus ·
Denemarken ·
Duitsland ·
Engeland ·
Estland ·
Faeröer · 
Finland ·
Frankrijk ·
Georgië ·
Ghana ·
Gibraltar ·
Griekenland ·
Honduras ·
Hongarije ·
Ierland ·
IJsland ·
Israël ·
Japan ·
Kazachstan ·
Koeweit ·
Kosovo ·
Kroatië ·
Liechtenstein ·
Litouwen ·
Luxemburg ·
Malta ·
Moldavië ·
Montenegro ·
Nederland ·
Noord-Ierland ·
Noord-Korea ·
Noord-Macedonië ·
Noorwegen ·
Oekraïne ·
Oezbekistan · 
Oman ·
Oostenrijk ·
Polen ·
Portugal ·
Qatar ·
Roemenië · 
Rusland ·
San Marino ·
Saoedi-Arabië ·
Schotland ·
Slovenië ·
Slowakije ·
Spanje ·
Thailand ·
Tsjechië ·
Tunesië ·
Turkije ·
Verenigde Staten ·
Wales ·
Wit-Rusland ·
Zuid-Korea ·
Zweden ·
Zwitserland
SFV · A-internationals · Selecties · Bondscoaches · Zwitsers vrouwenelftal · Olympisch elftal · Zwitserland U21 · Zwitserland U19 · Zwitserland U18 · Zwitserland U17 · Zwitserland U16 · Vrouwen U17
1905 – 1919 · 
1920 – 1929 · 
1930 – 1939 · 
1940 – 1949 · 
1950 – 1959 · 
1960 – 1969 · 
1970 – 1979 · 
1980 – 1989 · 
1990 – 1999 · 
2000 – 2009 · 
2010 – 2019 · 
2020 – 2029
EK's: 1996 · 
2004 · 
2008 · 
2016 · 
2020 · 
2024
WK's: 1934 · 
1938 · 
1950 · 
1954 · 
1962 · 
1966 · 
1994 · 
2006 · 
2010 · 
2014 · 
2018 · 
2022
OS: 1924 · 
1928 · 
2012
1905 · 
1906 · 1907 · 
1908 · 
1909 · 
1910 · 
1911 · 
1912 · 
1913 · 
1914 · 
1915 · 
1916 · 
1917 · 
1918 · 
1919 · 
1920 · 
1921 · 
1922 · 
1923 · 
1924 · 
1925 · 
1926 · 
1927 · 
1928 · 
1929 · 
1930 · 
1931 · 
1932 · 
1933 · 
1934 · 
1935 · 
1936 · 
1937 · 
1938 · 
1939 · 
1940 · 
1941 · 
1942 · 
1943 · 
1944 · 
1945 · 
1946 · 
1947 · 
1948 · 
1949 · 
1950 · 
1952 ·
1952 · 
1953 · 
1954 · 
1955 · 
1956 · 
1957 · 
1958 · 
1959 · 
1960 · 
1961 · 
1962 · 
1963 · 
1964 · 
1965 · 
1966 · 
1967 · 
1968 · 
1969 · 
1970 · 
1971 · 
1972 · 
1973 · 
1974 · 
1975 · 
1976 · 
1977 ·
1978 · 
1979 · 
1980 · 
1981 · 
1982 · 
1983 · 
1984 · 
1985 · 
1986 · 
1987 · 
1988 · 
1989 · 
1990 ·
1991 · 
1992 · 
1993 · 
1994 ·
1995 · 
1996 · 
1997 · 
1998 · 
1999 · 
2000 · 
2001 · 
2002 · 
2003 · 
2004 · 
2005 · 
2006 · 
2007 · 
2008 · 
2009 · 
2010 · 
2011 · 
2012 · 
2013 ·
2014 ·
2015 ·
2016 ·
2017 ·
2018 ·
2019 ·
2020 ·
2021 ·
2022
Albanië ·
Algerije · 
Andorra · 
Argentinië ·
Australië ·
Azerbeidzjan ·
België ·
Bolivia ·
Bosnië en Herzegovina ·
Brazilië ·
Bulgarije ·
Canada ·
Chili ·
China ·
Colombia ·
Costa Rica ·
Cyprus ·
Denemarken ·
DDR ·
Duitsland ·
Ecuador ·
Egypte ·
Engeland · 
Estland ·
Faeröer ·
Finland ·
Frankrijk ·
Georgië ·
Ghana ·
Gibraltar ·
Griekenland ·
Honduras ·
Hongarije ·
Hongkong ·
Ierland ·
IJsland ·
Israël ·
Italië ·
Ivoorkust ·
Jamaica ·
Japan ·
Joegoslavië ·
Kameroen ·
Kenia ·
Kosovo ·
Kroatië ·
Letland ·
Liechtenstein ·
Litouwen ·
Luxemburg ·
Malta ·
Marokko ·
Mexico ·
Moldavië ·
Montenegro ·
Nederland ·
Nigeria ·
Noord-Ierland ·
Noorwegen ·
Oekraïne ·
Oman ·
Oostenrijk ·
Panama ·
Peru ·
Polen ·
Portugal ·
Qatar ·
Roemenië ·
Rusland ·
Saarland ·
San Marino ·
Schotland ·
Servië ·
Slovenië ·
Slowakije ·
Sovjet-Unie · 
Spanje ·
Togo ·
Tsjechië ·
Tsjecho-Slowakije ·
Tunesië ·
Turkije ·
Uruguay ·
Venezuela ·
VA Emiraten ·
Verenigde Staten ·
Wales ·
Wit-Rusland ·
Zimbabwe ·
Zuid-Korea ·
Zweden
Albanië (2016) ·
Argentinië (2014) ·
Brazilië (2018) ·
Chili (2010) ·
Costa Rica (2018) ·
Ecuador (2014) ·
Frankrijk (2006) ·
Frankrijk (2014) ·
Frankrijk (2016) ·
Frankrijk (2021) ·
Honduras (2010) · 
Honduras (2014) · 
Italië (2021) · 
Oekraïne (2006) ·
Portugal (2008)  · 
Portugal (2022) · 
Roemenië (2016) · 
Servië (2018) ·
Spanje (2010) ·
Spanje (2021) ·
Togo (2006) ·
Tsjechië (2008) ·
Turkije (2008) ·
Turkije (2021) ·
Wales (2021) ·
Zuid-Korea (2006) ·
Zweden (2018)